# Hans Eberius
Hans Eberius (* 25. November 1870; † 30. Januar 1950) war ein deutscher Konteradmiral der Reichsmarine.

## Leben
Hans Eberius trat am 12. April 1890 als Kadett der Kaiserlichen Marine ein und kam auf das Schulschiff Niobe.
Am 12. September 1912 wurde er bereits als Direktor des Torpedo-Ressorts der Werft in Wilhelmshaven Fregattenkapitän. In dieser Position wurde er am 27. Januar 1915 zum Kapitän zur See befördert. Bis September 1916 war er Direktor des Torpedo-Ressorts der Werft in Wilhelmshaven. Anschließend wurde er Kommandant des Großlinienschiffs Westfalen. Am 4. Juni 1917 gab er das Kommando ab und wurde bis 28. November 1917 II. Führer der Torpedoboote. Im Dezember 1917 übernahm er den Großen Kreuzer Hindenburg. Bereits Ende Januar 1918 gab er das Kommando ab und Kapitän zur See Walter Hildebrand übernahm das Kommando. Von Ende Mai 1919 bis zur Auflösung Ende September des gleichen Jahres war er mit der Wahrnehmung der Geschäfte des Inspekteurs der Torpedo-Inspektion beauftragt und damit letzter Inspekteur der Dienststelle. Anschließend wurde er Inspekteur der aus der Torpedo-Inspektion hervorgegangenen Inspektion des Torpedo- und Minenwesens.
Am 8. März 1920 wurde er zum Konteradmiral befördert und bereits am 23. Oktober 1920 aus der Marine entlassen.